# Nicky Maynard
Nicholas David Maynard, plus connu sous le nom de Nicky Maynard (né le 11 décembre 1986 à Winsford, en Angleterre), est un footballeur anglais.

## Carrière

### Bristol City
Le 31 juillet 2008, à l'âge de 21 ans, Nicky Maynard signe un contrat de quatre ans à Bristol City. Le montant du transfert (2,25 M£) constitue un record pour le club. Lors de son premier match avec Bristol (contre le Royal Antwerp FC en match amical), il réussit un coup du chapeau en un peu plus de 45 minutes. Une semaine plus tard, il joue son premier match officiel qui se solde par une victoire de Bristol sur le terrain de Blackpool (0-1) et au cours duquel il inscrit un but refusé par l'arbitre.

### Cardiff City
Après un court passage à West Ham United et du fait du manque de confiance que lui accorde l'entraîneur du club Sam Allardyce, il s'engage avec Cardiff City fin août 2012, à quelques heures de la fin du mercato, pour un transfert d'environ 2,5 M£, et signe un contrat de 3 ans. Il joue son premier match officiel avec son nouveau club lors d'une victoire (3-1) contre les Wolverhampton Wanderers le 2 septembre 2012, match au cours duquel il est remplacé par Joe Mason à la 68e minute.
Mais sa saison s'achève aussitôt commencée et, après avoir participé à trois rencontres durant le mois de septembre, Maynard se blesse aux ligaments du genou,. En janvier 2014, il est prêté à Wigan.

### Milton Keynes Dons et après
Le 22 septembre 2015, il est libéré par Cardiff est rejoint MK Dons.
Le 7 juillet 2017, il rejoint Aberdeen.
Le 28 septembre 2018, il rejoint Bury.
Le 2 juillet 2019, il rejoint Mansfield Town.
Le 1er février 2021, il est prêté à Newport County.
Le 31 août 2021, il rejoint Tranmere Rovers.

## Statistiques détaillées
| Saison                | Club                  | Championnat           | Championnat | Championnat | Coupe(s) nationale(s) | Coupe(s) nationale(s) | Total | Total |
| Saison                | Club                  | Division              | M.          | B.          | M.                    | B.                    | M.    | B.    |
| 2005 - 2006           | Crewe Alexandra       | Championship (D2)     | 1           | 1           | -                     | -                     | 1     | 1     |
| 2006 - 2007           | Crewe Alexandra       | League One (D3)       | 31          | 16          | 7                     | 3                     | 38    | 19    |
| 2007 - 2008           | Crewe Alexandra       | League One (D3)       | 27          | 15          | 1                     | 0                     | 28    | 15    |
| Sous-total            | Sous-total            | Sous-total            | 59          | 32          | 8                     | 3                     | 67    | 35    |
| 2008 - 2009           | Bristol City          | Championship (D2)     | 42          | 11          | 3                     | 0                     | 45    | 11    |
| 2009 - 2010           | Bristol City          | Championship (D2)     | 42          | 20          | 3                     | 1                     | 45    | 21    |
| 2010 - 2011           | Bristol City          | Championship (D2)     | 13          | 6           | -                     | -                     | 13    | 6     |
| 2011 - 2012           | Bristol City          | Championship (D2)     | 27          | 8           | 1                     | 0                     | 28    | 8     |
| Sous-total            | Sous-total            | Sous-total            | 124         | 45          | 7                     | 1                     | 131   | 46    |
| 2011 - 2012           | West Ham United       | Championship (D2)     | 16          | 3           | -                     | -                     | 16    | 3     |
| 2012 - 2013           | West Ham United       | Premier League (D1)   | -           | -           | 1                     | 1                     | 1     | 1     |
| Sous-total            | Sous-total            | Sous-total            | 16          | 3           | 1                     | 1                     | 17    | 4     |
| 2012 - 2013           | Cardiff City          | Championship          | 3           | 0           | -                     | -                     | 3     | 0     |
| Sous-total            | Sous-total            | Sous-total            | 3           | 0           | 0                     | 0                     | 3     | 0     |
| Total sur la carrière | Total sur la carrière | Total sur la carrière | 202         | 80          | 16                    | 5                     | 218   | 85    |

## Palmarès

### En club
- Vice-champion de la Football League Two (4e division) en 2019 avec Bury